# Gwylog ap Beli
Gwylog ap Beli (fl. VIII secolo) è stato un sovrano gallese del Powys della fine del VII secolo-prima metà dell'VIII secolo, figlio di Beli ap Eiludd.